# Joseph-Marie Henry

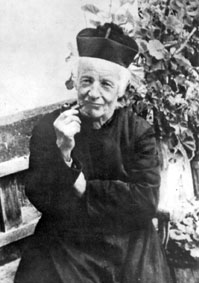
Joseph-Marie Henry

Joseph-Marie Henry – bekannt als l'Abbé Henry – (* 10. März 1870 in Courmayeur; † 26. November 1947 in  Valpelline) war ein italienischer Geistlicher, Historiker, Botaniker und Alpinist.

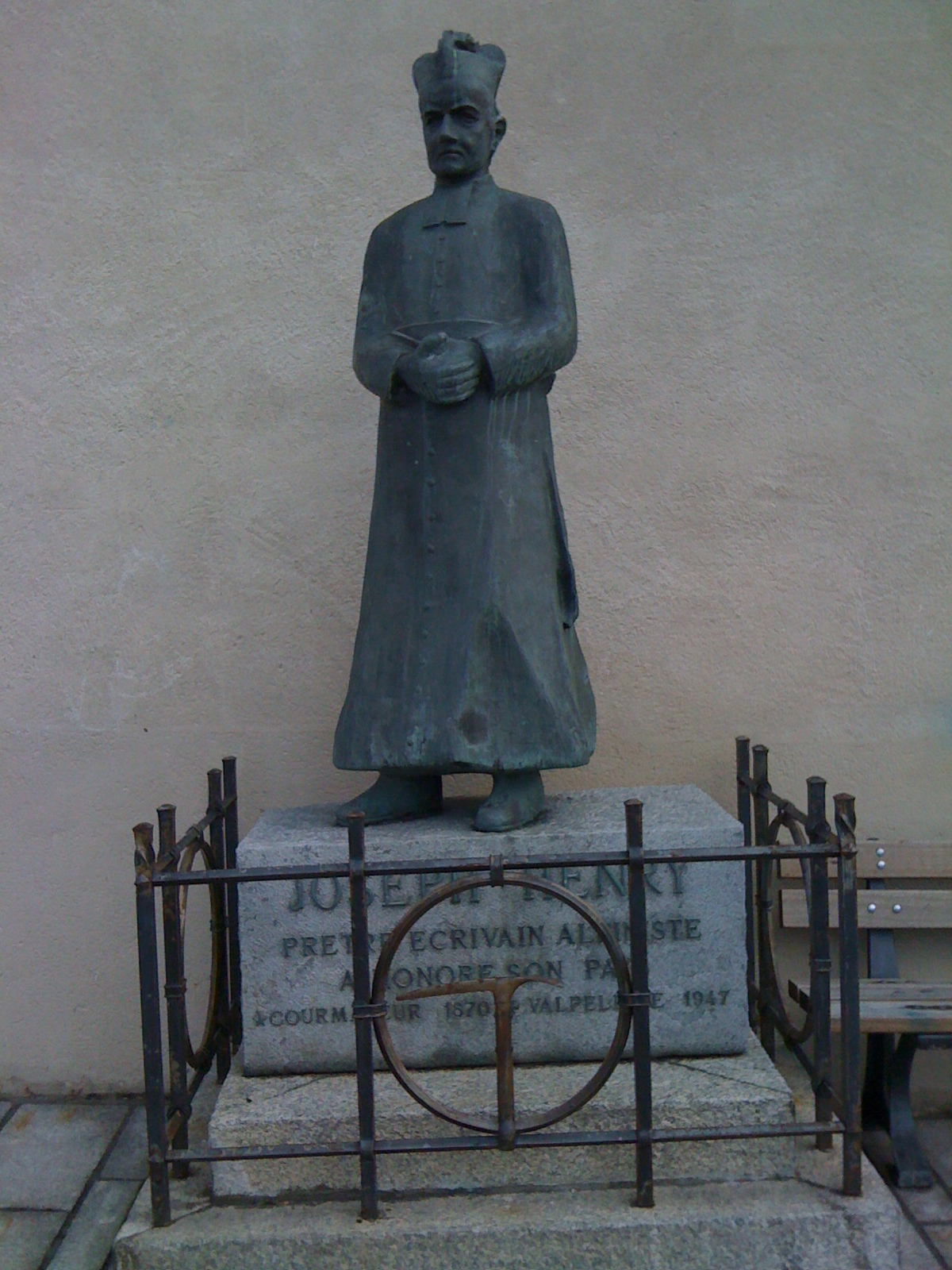
Statue für Abbé Henry in Courmayeur

## Leben
Joseph-Marie Henry stammt aus Courmayeur im Aostatal. Nach der theologischen Ausbildung war er zuerst Vikar in der Gemeinde Cogne südlich von Aosta. Wie einige andere Theologen des Aostatals im 19. Jahrhundert befasste er sich intensiv mit der Geschichte und der Natur des Alpentals. Im Jahr 1929 publizierte er sein bekanntestes Werk L’Histoire populaire religieuse et civile de la Vallée d'Aoste. Er unterstützte den Geistlichen und Prior des Hospizes vom Kleinen Sankt Bernhard Pierre Chanoux beim Aufbau des Alpinen botanischen Gartens Chanousia. In seiner Heimatgemeinde Courmayeur richtete er einen andern botanischen Garten ein, der noch heute unter dem Namen Parc de l’abbé Henry besteht. Von 1901 bis 1941 präsidierte er die botanische Gesellschaft Société de la flore valdôtaine.
Er war Mitglied des Gruppo italiano scrittori di montagna.
Als begeisterter Alpinist unternahm Joseph-Marie Henry zahlreiche Exkursionen ins Hochgebirge, besonders in der Umgebung des Seitentals Valpelline, als er in der dortigen Talgemeinde als Pfarrer eingesetzt war. In Valpelline lebte er bis zu seinem Tod am 26. November 1947.

## Ehrungen
In Courmayeur erinnert eine vom Bildhauer Christian Nicoletta geschaffene Bronzeskulptur auf dem Platz vor der Dorfkirche, der selbst auch seinen Namen trägt, an den vielseitigen Aostataler Pfarrer.

## Werke (Auswahl)
- Valpelline et sa vallée. 1913.
- Guide du Valpelline. 1925.
- Histoire populaire, religieuse et civile de la Vallée d’Aoste. 1929, Neuausgabe 1967.
- Cagliostro: L'âne qui escalada le Grand-Paradis. 1931.
- Le femalle a lavé bouiya. Theaterstück im valdostanischen Dialekt. 1933.
- Reconnaissances et inféodation dans le Valpelline (seigneurie de Quart) en 1500. 1938.